# Peter Hurford
Peter Hurford (Minehead, Inglaterra, 22 de novembro de 1930 – 3 de março de 2019) foi um organista inglês.

## Biografia
Estudou música e direito no Jesus College (Cambridge), Universidade de Cambridge, promovendo no instrumento órgão (órgão de tubos das igrejas).
É bem conhecido pelas interpretações das obras de Johann Sebastian Bach. Gravou todas às obras para órgão em 18 CDs, além de outros CDs e discos com obras barrocas e românticas.
Peter Hurford foi organista e maestro da Albans Cathedral a partir de 1958. Tornou-se conhecido mundialmente por desenvolver formas de estilo para as respectivas épocas da música de órgão e festivais e competições internacionais. É indicado pela articulação clara e alta sensibilidade para o tempo certo.
Os CDs mais recentes tocou no famoso órgão de tubos da Catedral Evangélica Luterana de Ratzeburg, Alemanha além do álbum "Órgão espectular" no órgão da ópera de Canberra, Austrália.

## Livros
Publicou o livro: Making Music on the Organ (1998, Oxford University Press, ISBN 0-19-816207-3)